# オレたちのオーレ!
『オレたちのオーレ!』は、1993年10月14日から12月23日まで、TBS系列で毎週木曜20:00 - 20:54（JST）に全11話が放送された、毎日放送（MBS）制作のテレビドラマ。

## 概要
サッカーを題材としたコメディタッチの作品で、1993年のJリーグブームを反映し、10月の番組改編期に合わせて企画された。この1993年の10月クールは、『もうひとつのJリーグ』（日本テレビ系列）や『青春オフサイド!女教師と熱血イレブン』（テレビ朝日系列）など、本作品と同様にJリーグブームに乗っかる形で企画・制作されたテレビドラマが複数放送された時期でもあった。そうした中で本作品では、サッカーの要素だけでなく地域おこしや、それを通じた人間模様が描かれたほか、「陽気で軟派」「サッカーに熱狂する国民性」「露出度の高い女性」などといった、日本人がブラジルやラテン系にもつステレオタイプのイメージがそのまま描かれた。
同じくMBS制作で、当時人気を博していたクイズ番組『ダウトをさがせ!』を終了させた上でスタートし、当初は半年間の放送を予定していたが、12月9日放送分では視聴率が5％にまで低迷したため、全11話で打ち切りという結果に終わった。

## ストーリー
府川修はブラジルのサッカー選手だが、試合出場経験は1試合のみで、その試合で決勝点を決め新聞で報道されたことを自慢にして女性をナンパする日々を送っている。つい先日もナンパしたモニカに一目ぼれされた上に結婚を迫られ、彼女の兄弟に追われていた。友人の島田健太はコーディネーターを名乗る怪しい人物で、通訳や観光ガイドのほか、ダフ屋などの仕事も請け負っている。
ある日、府川と島田は日本の舞網町からブラジルに視察旅行に訪れた中西町長と出会い、中西が町おこしのための3億円の使途について悩んでいることを知る。3億円に目を付けた二人は「流行りのサッカーで町おこしを行い第2の鹿島アントラーズを目指そう」と、言葉巧みに中西を丸め込むのだった。
日本へと渡った府川と島田だったが、入団するはずの舞網町の工場チームは既に解散していた。二人は「話が違う」と騒ぎ立てるが、焦る中西町長は島田の話術に乗せられ「3億円の管理は島田に任せる」と約束をする。中西の娘の祐子の主導で新チームを立ち上げようとするが、舞網町の選手の多くは鷹巣町チームのオーナー・三田村麗子によって引き抜かれていた。島田の発案で新聞に選手募集の広告を掲載しセレクションを行うが目ぼしい選手は集まらず、使用する筈の練習グラウンドも鷹巣町の峰岸町長の横槍が入り使用不可となった。
そんな中、ブラジルにいたモニカが府川を追って舞網町に現れ結婚を迫るが、そこから逃げ出したい府川は鷹巣町チームの麗子に接近する。島田は紆余曲折を経て町から1000万円の準備金を受け取るが、彼を追ってブラジルからやってきた借金取りに脅されて、全額を明け渡すことになる。そのため練習グラウンドが用意できずに砂浜での練習を余儀なくされ、選手の不満が高まる。
地域リーグ加盟を掛けた鷹巣町チームとの試合が迫る中、府川にブラジルのサントスFCからオファーが届く。調子に乗った府川は2日後にブラジルへ渡ると発言するが、その日は鷹巣町との試合当日だった。一方、島田は峰岸から「1000万円の準備金を使い込んだことを公表されたくなければ八百長に応じるように」と持ちかけられていたため、府川を無理に引きとめようとしないが、結局はブラジル行きを諦める。
舞網町と鷹巣町との試合は、峰岸の思惑が外れて接戦となったものの舞網町が敗れ、選手達は意気消沈するが、そこに地域リーグ加盟承認の知らせが届き一転して歓喜の声があがる。一方、府川は一度は諦めたサントスFCからの入団オファーが、まだ取り消されていないことを知り、ブラジル行きを決意するところで物語を終える。

## キャスト
府川修
演 - 大鶴義丹　
ブラジルのプロサッカー選手。ただし試合出場は1試合のみ。陽気だが、異性関係にだらしなく、いい加減な性格。
島田健太
演 - 寺脇康文　
ブラジルのコーディネーター。舞網町の町おこし資金に目をつけ中西町長に近づく。学生時代はサッカー経験者。
中西祐子
演 - 西田尚美　
中西の娘。東京の短大を卒業後に地元に戻り、父親のブラジル視察に同行。高校時代はサッカー部のマネージャー。
江口七海
演 - 大寶智子　
舞網町長の秘書。男好きの尻軽な性格。
モニカ・ガルシアス
演 - マルシア　
日系ブラジル人。ブラジルで府川と知り合い、彼の後を追って日本へ渡り結婚を迫る。サッカー選手の兄弟がいる。
江口縁
演 - 秋本奈緒美　
七海の叔母。「スナック舞網」のママ。祐子や七海の相談相手となる。
水沢
演 - 山口祥行　
舞網町チームの選手。地元に戻った祐子を追って、チームに加入した。
篠原錠
演 - 宮下直紀　
舞網町にあるバイク屋の店員。事故が原因でサッカーから離れている。
山崎哲夫
演 - 清水圭　
中西五郎
演 - きたろう　
舞網町町長。ブラジル視察中に府川と島田の口車に乗せられて「第2の鹿島アントラーズ」を目指すことになる。
峰岸三郎
演 - 斉木しげる
隣町の鷹巣町町長。中西とは高校時代からのライバル。舞網町を編入合併し、市に昇格させることを画策する。　
三田村麗子
演 - 墨田ユキ
島田の元婚約者。隣町の鷹巣町チームのオーナーを務めている。

## スタッフ
- 企画：山田尚、出口孝臣
- 脚本：吉村ゆう、笠井健夫
- 音楽：斉藤ノブ
- プロデュース：芝野昌之、都丸雅明、内堀雄三
- 監督：川島透、門奈克雄、花堂純次
- 制作：毎日放送、アミューズ、アスプロデュース

## 主題歌
- 主題歌「君と僕の愛の歌は」（作詞：池永康記/作曲・編曲：佐藤健/歌：井上武英）
- エンディング「僕のそばに」（作詞・作曲：徳永英明/編曲：国吉良一/歌：徳永英明）

## 放送日程
| 放送回 | 放送日   | サブタイトル                                                        | 脚本     | 監督     |
| ------ | -------- | ------------------------------------------------------------------- | -------- | -------- |
| 1      | 10月14日 | アミーゴのコンビは脳天気                                            | 吉村ゆう | 川島透   |
| 2      | 10月21日 | 帰るぜ！黄金の国                                                    | 吉村ゆう | 川島透   |
| 3      | 10月28日 | 町から3億！今宵はサンバ                                             | 吉村ゆう | 門奈克雄 |
| 4      | 11月04日 | 変な入団テスト!?                                                    | 笠井健夫 | 門奈克雄 |
| 5      | 11月11日 | ちぎれたミサンガ                                                    | 笠井健夫 | 花堂純次 |
| 6      | 11月18日 | アミーゴの危機!!                                                    | 吉村ゆう | 花堂純次 |
| 7      | 11月25日 | 衝撃の一夜!!修と祐子が…ゴールが恐い!! 蹴れない男                    | 吉村ゆう | 門奈克雄 |
| 8      | 12月02日 | 天才ドリブラーに修激怒!! ゆがんだ愛に島田おぼれる                   | 笠井健夫 | 門奈克雄 |
| 9      | 12月09日 | チーム見捨てる修に島田ムカムカッ!! 祐子とモニカ恋の対決!! 泣くのは… | 笠井健夫 | 花堂純次 |
| 10     | 12月16日 | 決戦                                                                | 吉村ゆう | 花堂純次 |
| 11     | 12月23日 | アミーゴ                                                            | 吉村ゆう | 川島透   |

## 備考
大鶴義丹とマルシアは、本作品にてブラジルでプレーするサッカー選手と日系ブラジル人の女の子という設定で共演し、マルシアが大鶴にポルトガル語を、逆に大鶴がマルシアに日本語などを教えているうちに意気投合。翌1994年に結婚した（2004年に離婚）。